# Jardin botanique de Marseille
 (octobre 2020).
Le jardin botanique Édouard-Marie-Heckel est le principal jardin botanique de Marseille. Il est situé sur le périmètre du parc Borély, dans le 8e arrondissement. Sa collection de végétaux compte environ 3000 espèces issues du monde entier, organisée en neuf jardins à thèmes. Le site abrite plusieurs bâtiments remarquables tels que la Villa Rose et la serre tropicale, deux édifices datant du XIXe siècle.

## Histoire
Marseille dispose d'un jardin botanique depuis le XVIIIe siècle. Installé près de l'abbaye Saint-Victor par le roi René, comte de Provence, il a été supplanté par un second jardin dans le quartier des Chartreux en 1802. L'aménagement de la voie ferrée Marseille - Toulon contraint à la destruction du site en 1856, au profit d'un nouveau jardin botanique situé sur la roseraie du Parc Borély. Jugé trop étroit, il est déplacé sur des terrains mitoyens du parc, achetés par la ville de Marseille. L'actuel jardin est finalement inauguré en 1918. Il est baptisé en l'honneur du médecin et botaniste marseillais Édouard Marie Heckel.

## Les jardins à thèmes
Le jardin chinois
Offert à Marseille par la ville de Shanghai en 2004 pour célébrer le jumelage entre les deux villes, le jardin chinois est composé d'un pavillon et d'un kiosque à l'architecture traditionnelle chinoise. L'espace s'articule autour d'un bassin peuplé de carpes Koï et de végétaux originaires de Chine.

Le jardin chinois, inauguré en 2004.
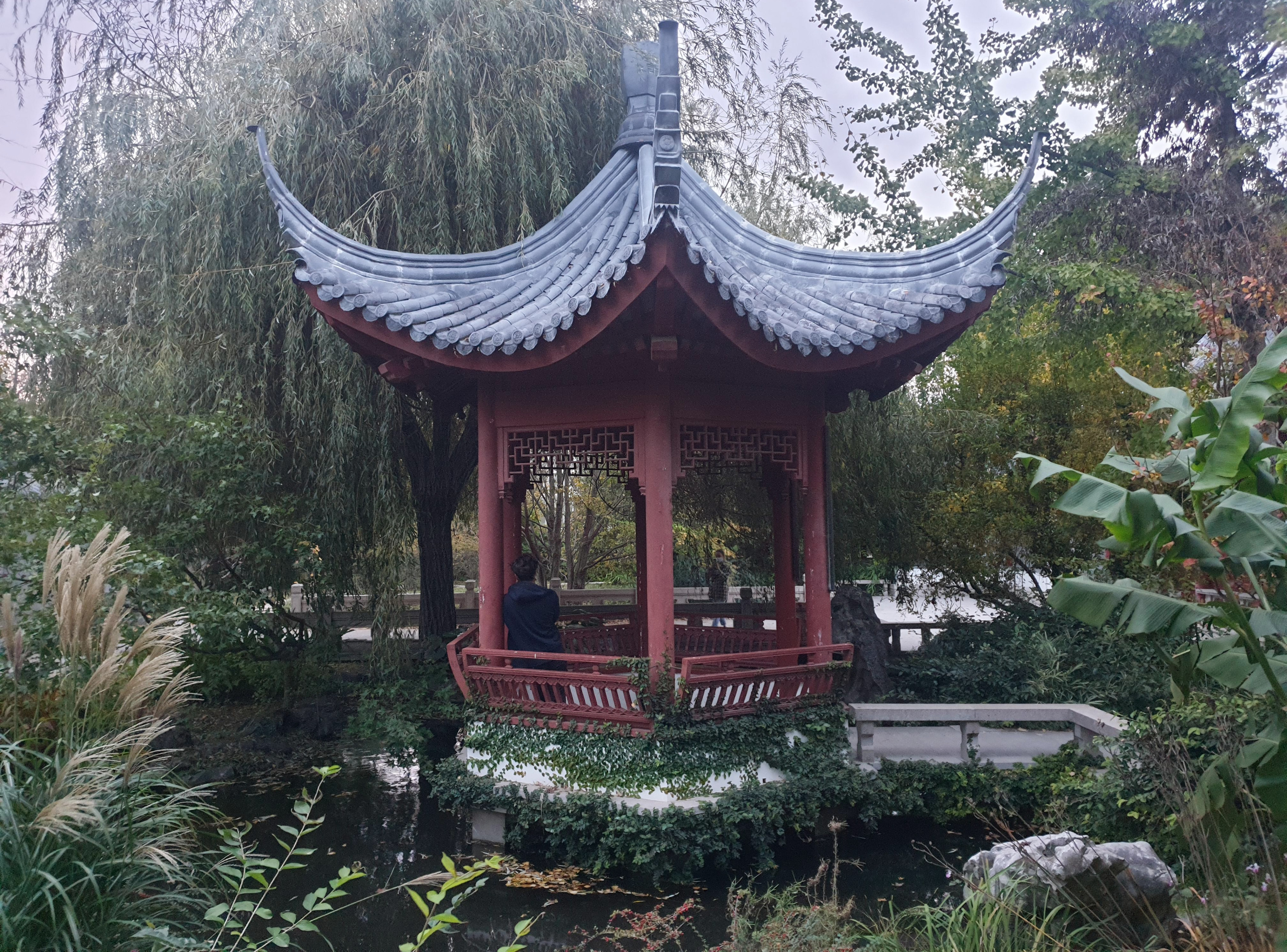
Le kiosque
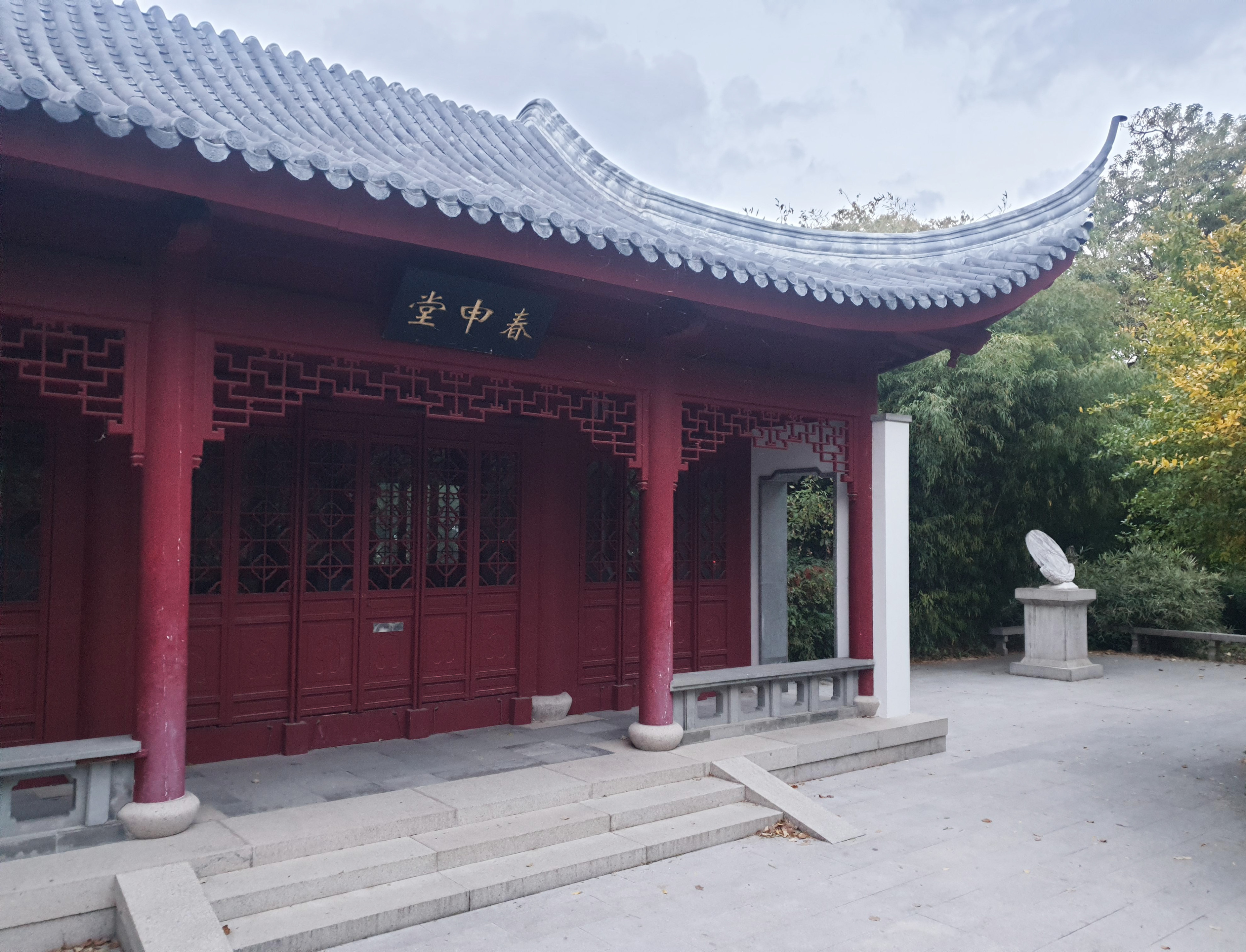
Le pavillon
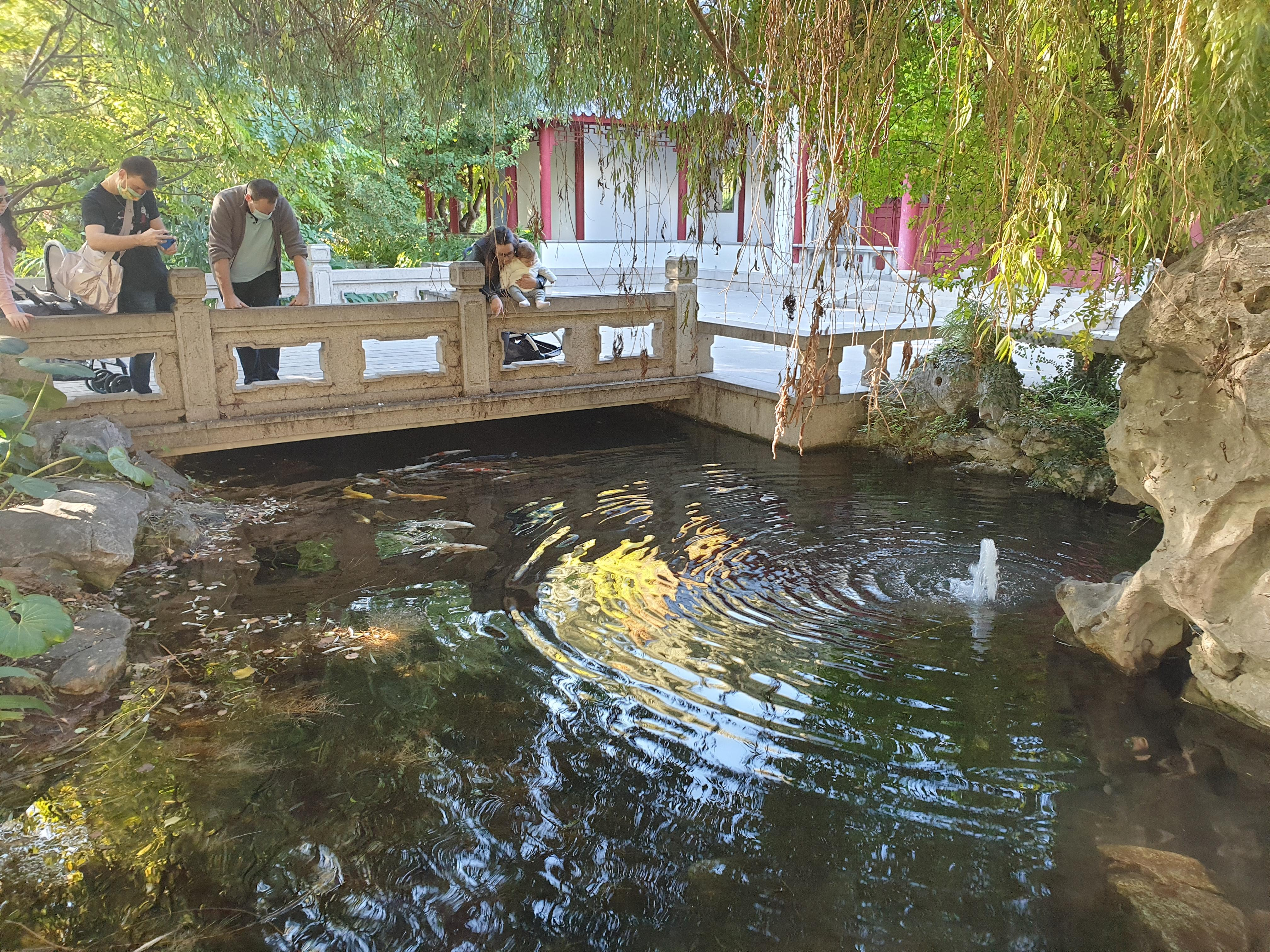
Bassin à carpes

Le jardin japonais
Inauguré en 2011, le jardin japonais est le plus récent des espaces du jardin botanique de Marseille. Il célèbre les 50 ans du jumelage entre Marseille et la ville de Kobe. De style Chisen kai yu shiki (« jardin de promenade autour d'un étang » en japonais), il accueille en octobre de chaque année la fête de l'automne, organisée avec le consulat du Japon à Marseille.
La serre tropicale
Abandonnée en 2004 à la suite d'une panne de chaudière, la serre tropicale est un bâtiment remarquable du jardin botanique de Marseille. Elle a été construite en 1870 selon l'inspiration du pavillon Baltard. Composée de fer forgé et de verre, la serre a d'abord été édifiée sur le domaine de Montcalm dans le Gard, propriété de la famille de négociants en liqueurs Noilly-Prat. L'ancien salon d'hiver privatif a été transféré au jardin botanique de Marseille en 1982 après son achat par la mairie. Aujourd'hui très dégradée, la structure doit être prochainement rénovée après avoir été sauvée de la démolition.

La serre tropicale, abandonnée depuis 2004.
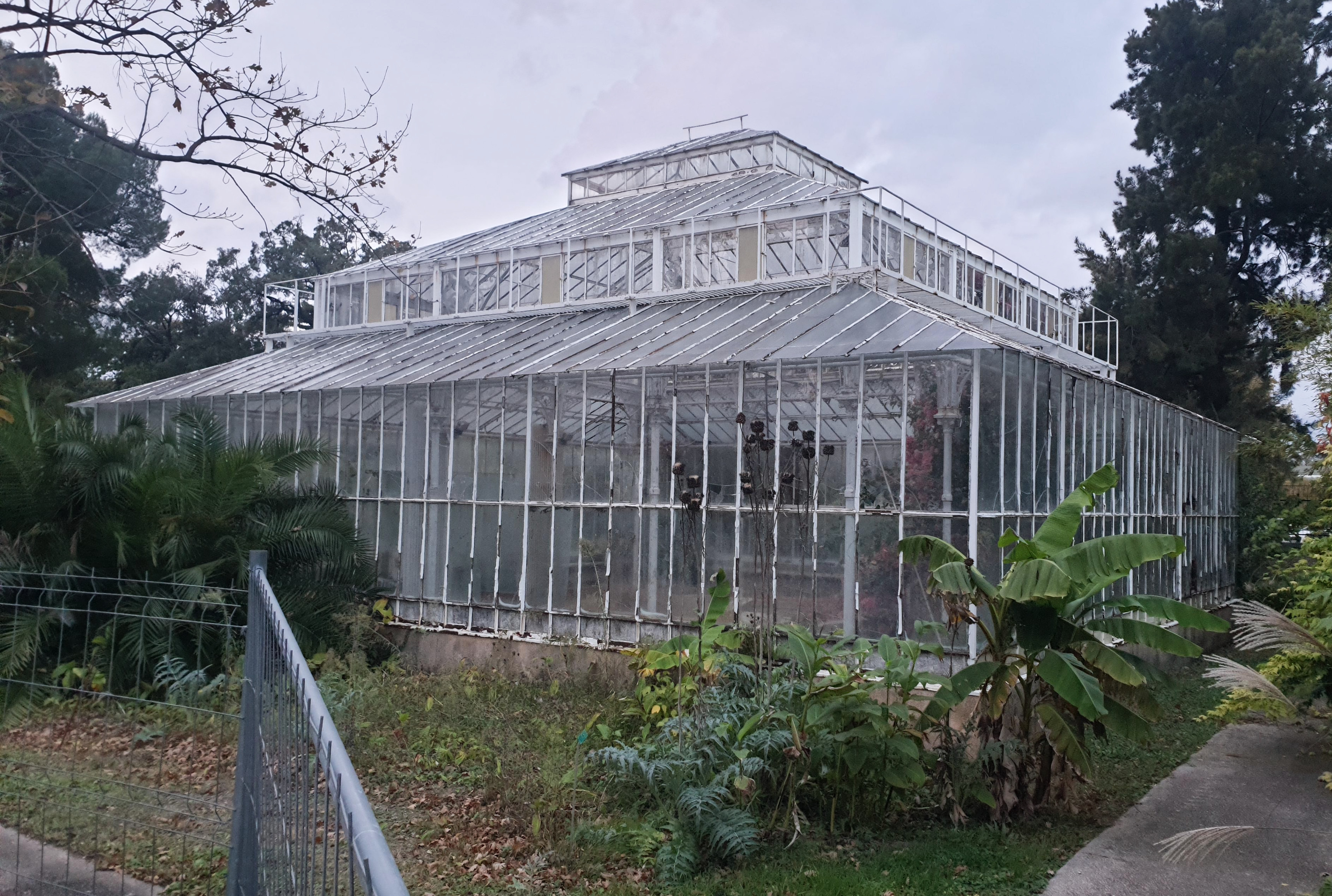
Vue générale
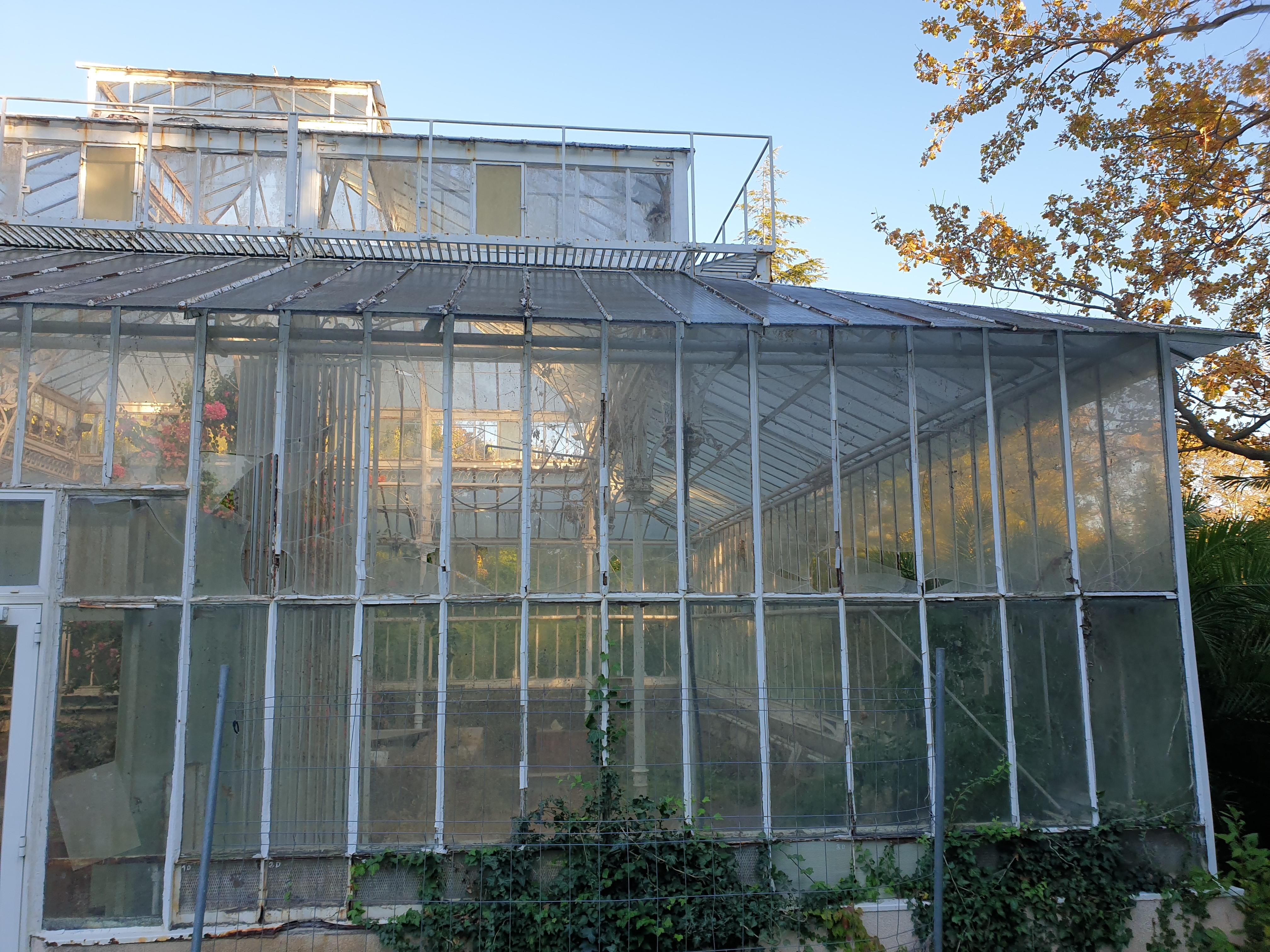
Les vitrages brisés
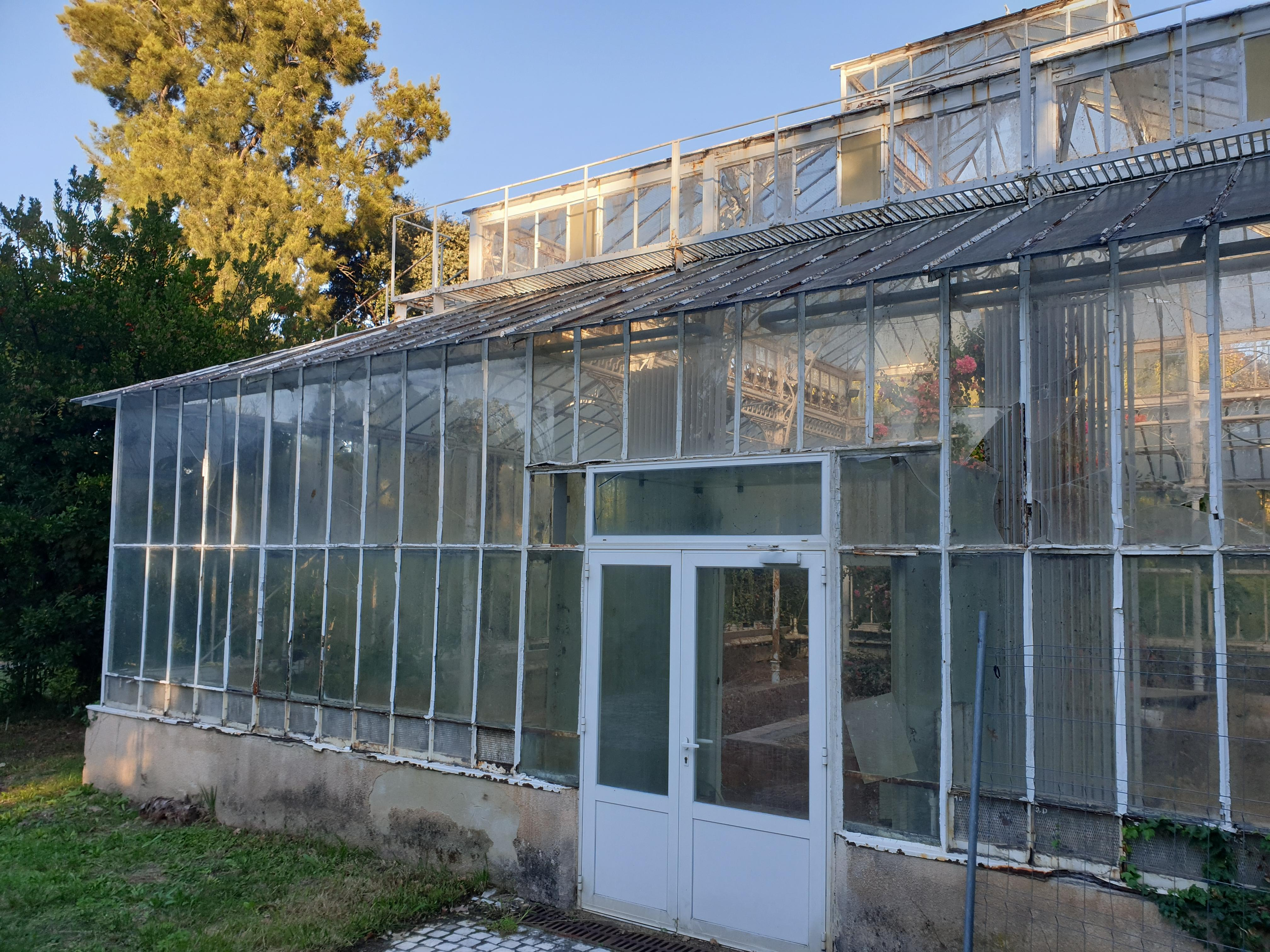
Entrée de la serre

Le jardin méditerranéen
Le long d'un cheminement décoré d'une cascade, d'un torrent, d'une mare et de restanques en pierre évoluent les végétaux traditionnels du bassin méditerranéen.
Les plantes médicinales
Une collection de plantes au vertus thérapeutiques aménagée sur le principe d'un « jardin des simples », commun au Moyen Âge.
Les plantes d'Afrique du Sud
Plus de 300 espèces d'Afrique du Sud y sont cultivées sous serre. Adaptées au climat méditerranéen, elles suivent cependant leur cycle d'origine en fleurissant durant l'hiver européen qui correspond à l'été dans l'hémisphère sud.
Les plantes grimpantes
Une centaine de végétaux grimpants parmi les plus remarquables et provenant de différents continents poussent accrochées à des pergolas.
Les plantes succulentes
Une serre de cactus, aloès, agaves et crassulas originaires d'Amérique centrale et d'Amérique du Sud.
Les plantes d'Australie et de Nouvelle-Zélande
En face de la serre tropicale, une petite collection d'arbres et arbustes d'Australie et de Nouvelle-Zélande.
Le palmetum
Nichés sur un îlot de sable, une soixantaine d'espèces de palmiers cohabitent sans intervention de l'humain. Ils présentent ainsi un aspect sauvage, contrairement aux palmiers d'ornement.
La Villa Rose et son potager
Une bastide du XIXe siècle qui accueillera prochainement un centre de documentation. Son jardin est orné d'un potager présentant de nombreux végétaux comestibles des quatre coins du monde et notamment des Solanum ovigerum, une variété d'aubergine ayant l'aspect d'un œuf de poule. Un spécimen remarquable de Ginkgo Biloba y pousse également.

Spécimens remarquables du jardin botanique
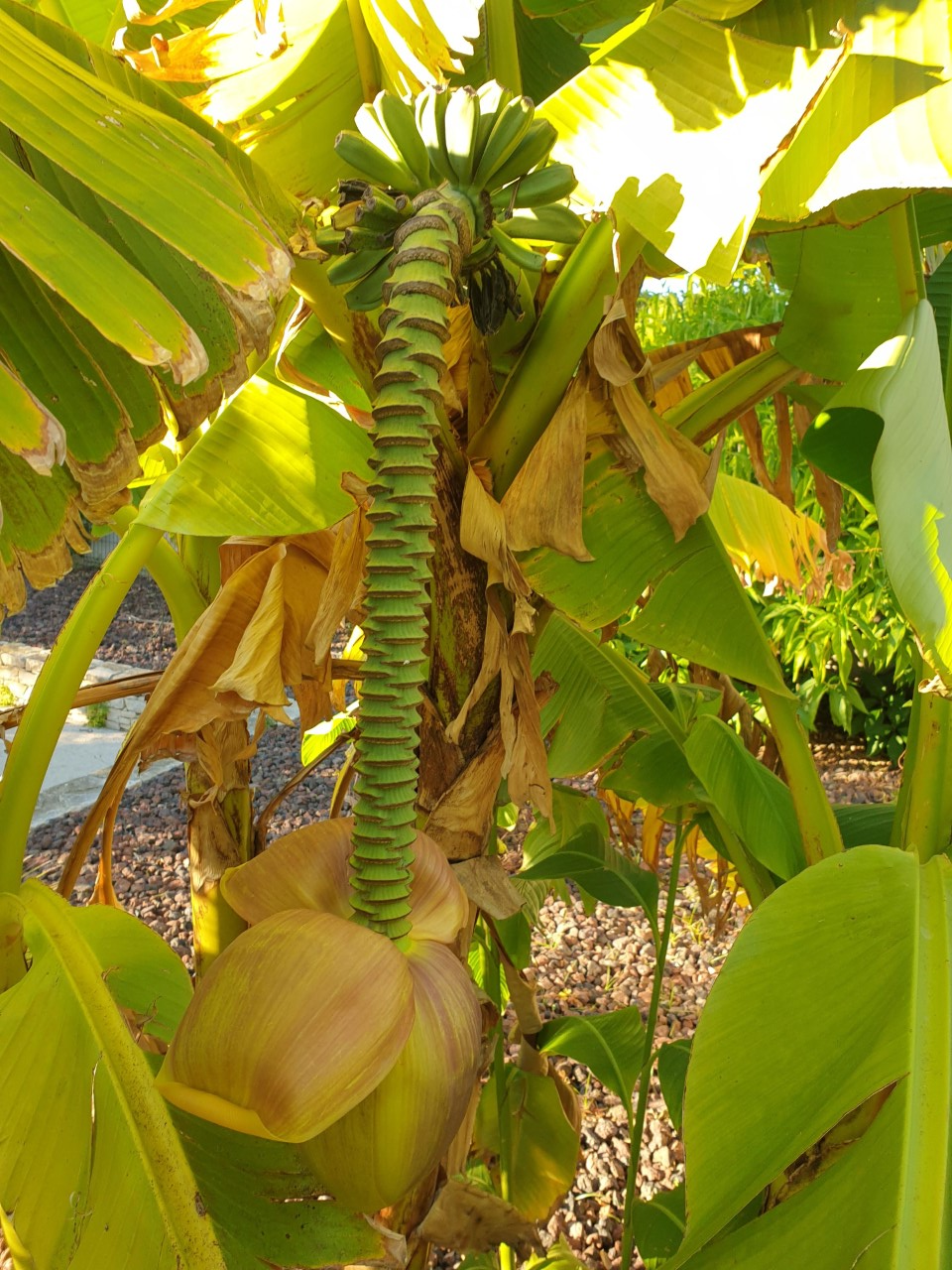
Un bananier et son régime
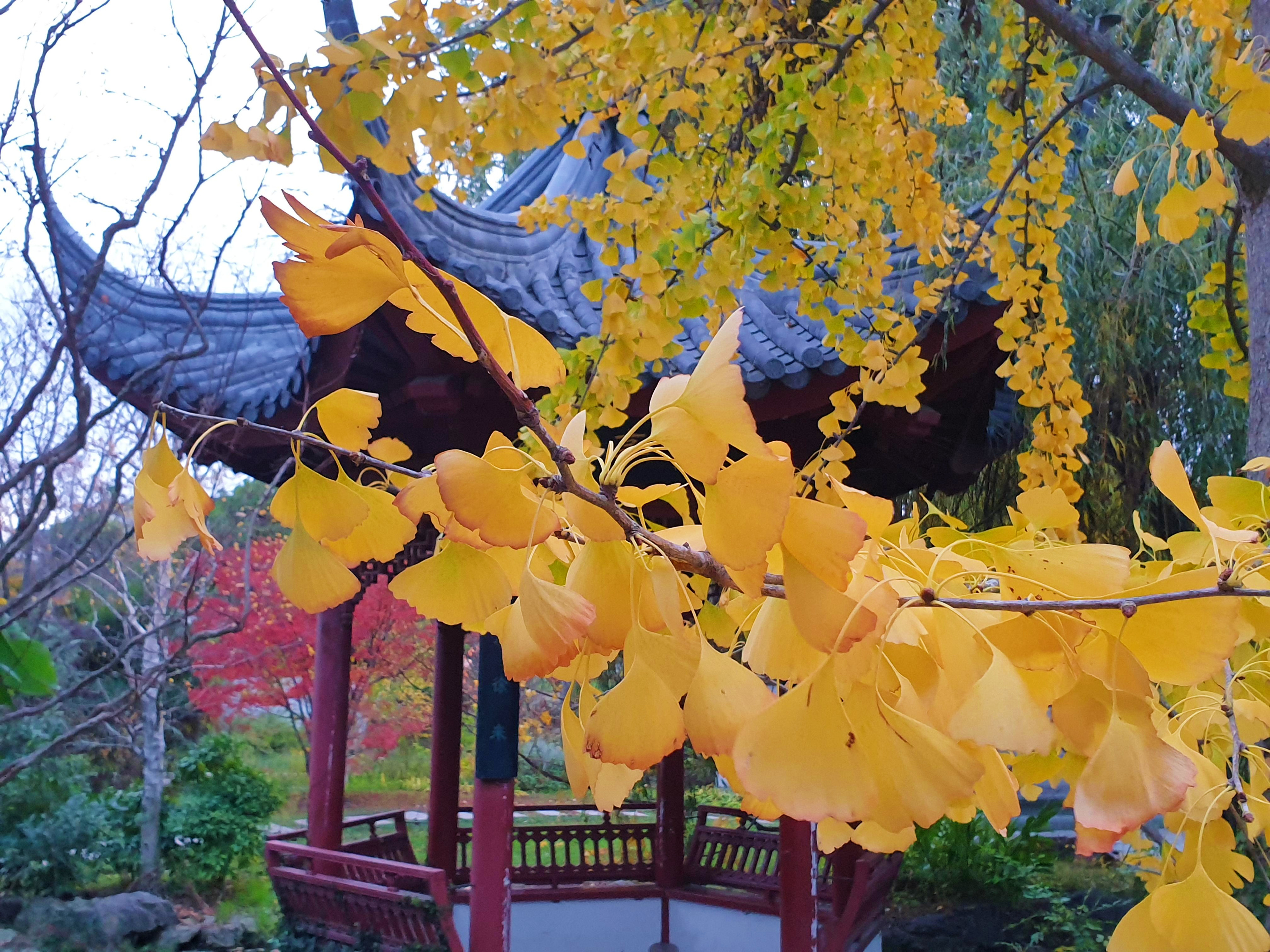
Branche de Ginkgo Biloba au jardin chinois
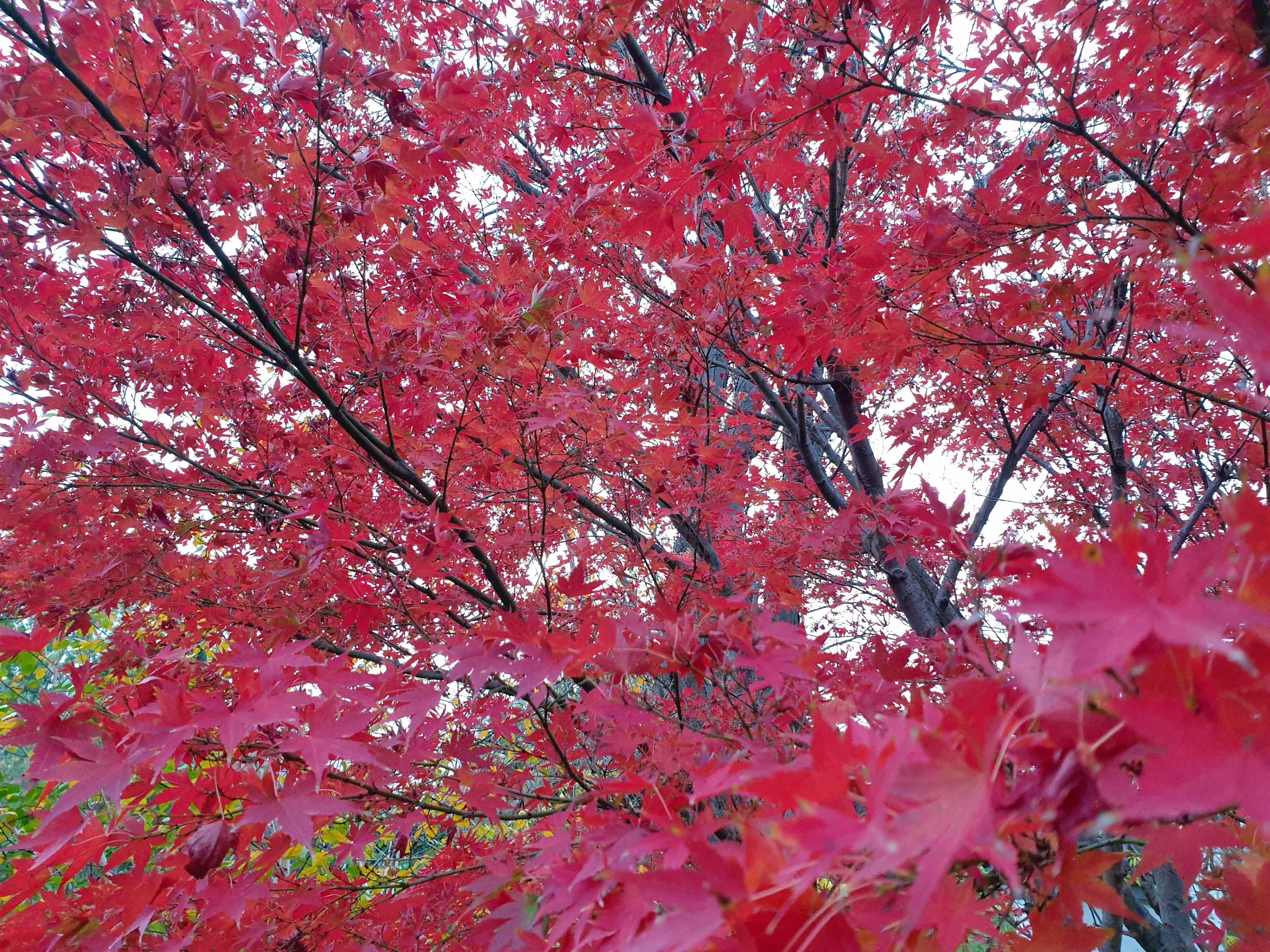
Acer Palmatum en automne

## Accès
Le jardin botanique de Marseille est accessible à tous et gratuit depuis l'été 2020. Son entrée est située à l'extrémité est du parc Borély, entre la roseraie et le château. Il est ouvert au public du mardi au dimanche de 10 h à 18 h. Depuis le printemps 2021, à la suite d'actes de dégradation, la ville a mis en place un système de réservation via internet afin de limiter et contrôler l'affluence. Il est obligatoire de s'inscrire pour accéder au jardin botanique. Le ticket d'entrée est gratuit, 100 places sont disponibles chaque jour. Tous les mercredis et samedis de 14 h 30 à 16 h 30, la ville de Marseille organise de visites guidées gratuites,.